# Aldo Olivieri
Aldo Olivieri (ur. 2 października 1910, zm. 5 kwietnia 2001) – włoski bramkarz i trener piłkarski.

## Kariera sportowa
Grał w Hellas Werona, Padovie Calcio, AS Lucchese, AC Torino, Brescii Calcio i Viareggio Calcio. W 1938 roku z reprezentacją Włoch zdobył mistrzostwo świata.
W latach 1950–1952 był trenerem Interu Mediolan.